# Fundo de Previdência e Assistência Social
O Fundo de Previdência e Assistência Social (FPAS), conforme o Artigo 19 da Lei Nº 6.439, de 1º de Setembro de 1977, é constituído das receitas de natureza contábil e financeira das entidades do SINPAS, que será administrado por um colegiado integrado pelos dirigentes daquelas entidades sob a presidência do Ministro da Previdência e Assistência Social.